# Charles Othon Frédéric Jean-Baptiste de Clarac

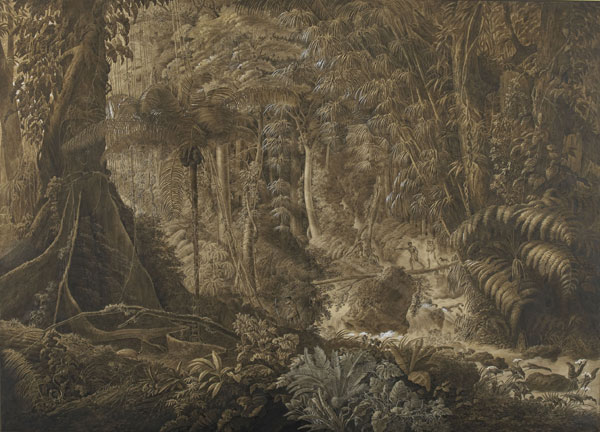
Floresta virgem do Brasil (1819), desenho de Charles de Clarac.

Conde Charles Othon Frédéric Jean-Baptiste de Clarac  (Paris, 1777 - 1847) foi um desenhista, cientista e arqueólogo francês.

## Biografia
Emigrou, durante o Terror, voltando para a França durante o Consulado, depois de haver realizado várias viagens. Obtendo sucesso com seus trabalhos em arqueologia e desenho, foi convidado pelo Rei de Nápoles Joaquim Murat, para ser preceptor de seus filhos e, ainda, encarregado de dirigir as ruínas de Pompeia.
Em 1818 foi nomeado conservador das antiguidades do Museu do Louvre, sendo admitido em 1838 como membro livre na Académie des Beaux-Arts.
Desenhista de grande talento, acompanhou a missão diplomática do Duque de Luxemburgo, embaixador extraordinário que o rei Luís XVIII da França enviou ao Brasil. Às margens do Rio Caceribú, ao leste do Rio de Janeiro, alcança as matas do Rio Bonito onde realiza numerosos esboços, que o permitem produzir grandes aquarelas mostrando as florestas virgens brasileiras, uma visão da mata primitiva. 
Voltando à Europa, após meticuloso estudo das plantas tropicais cultivadas nas estufas do castelo do príncipe Maximilian zu Wied-Neuwied, sua obra Forêt vierge du Brésil foi apresentado ao salão de 1819. Seus desenhos são de uma profusão vegetal com tal luxúria orgânica que muitos fotógrafos tentarão reproduzi-lo, em seguida.
O célebre naturalista Alexander von Humboldt, que para o seu trabalho sobre "Ensaio sobre a Geografia dos Vegetais" exigiu que os artistas fossem para o Novo Mundo pintar sua rica flora, adquiriu os trabalhos de Charles de Clarac em razão de "seu senso orgânico do detalhe imanente à totalidade da natureza". Esse trabalho foi adquirido, em 2004, pelo departamento de Artes Gráficas do Museu do Louvre.

## Obras
Além do "Catálogo do Museu do Louvre" e um "Manuel de l'histoire de l'art", de 1847, três volumes dos doze totais, escreveu "Musée de sculpture antique et moderne", 1826-1855, seis volumes em oito, com gravuras em 4, magnífica publicação em que gastou sua fortuna, e que foi incapaz de concluir antes de sua morte.